# Dekanat Stadtschwarzach
Das Dekanat Stadtschwarzach ist ein ehemaliges Dekanat des römisch-katholischen Bistums Würzburg. Der kirchliche Amtsbezirk bestand zwischen 1811 und 1905.

## Geschichte
Das Bistum Würzburg bestand in seiner Frühzeit aus einigen wenigen Pfarreien, denen sehr viele Filialdörfer zugeordnet waren. Diese Urpfarreien verloren im Mittelalter an Bedeutung, weil immer mehr der ehemaligen Filialen eigene Pfarreien wurden. Dies machte eine kompliziertere Organisation des Bistums nötig. Jeweils zehn Pfarreien wurden zu Dekanaten zusammengeschlossen. Im 12. Jahrhundert richtete man außerdem sogenannte Archidiakonate ein, die einen oder mehrere Dekanatsbezirke verwalteten.
Die Urpfarrei Stadtschwarzach und ihre Filialen waren lange Zeit dem Archidiakonat Iphofen zugeordnet. Im Jahr 1584 wurden die Archidiakonate aufgelöst und Julius Echter von Mespelbrunn teilte das Bistum in Dekanate ein. Zwar wechselte in der Folgezeit der Name des Bezirks häufiger, doch blieb Stadtschwarzach im Mittelalter und in der Frühen Neuzeit immer dem Verwaltungsbezirk in Iphofen zugeordnet. 
Mit der von Napoleon initiierten Säkularisation im Jahr 1803 wurde das Hochstift Würzburg als geistliches Territorium aufgelöst und ausschließlich Bistum der römisch-katholischen Kirche. Im Jahr 1811 teilte man deshalb auch die Verwaltungseinheiten des Bistums neu ein. Es entstand das Dekanat Stadtschwarzach aus Pfarreien der Archidiakonate Dettelbach und Iphofen. Als man die Dekanate an die Bezirksämter anpasste, wurde 1905 das Dekanat Stadtschwarzach  aufgelöst.

## Gliederung
| Pfarrei          | Pfarrkirche            | Geokoordinate                    | Teil des Dekanats (von–bis) | Anmerkungen                                             |
| ---------------- | ---------------------- | -------------------------------- | --------------------------- | ------------------------------------------------------- |
| Dimbach          | St. Maria de Rosario   | 49° 49′ 55,5″ N, 10° 15′ 23,7″ O | 1811–1905                   | zuvor Landkapitel Iphofen, danach Dekanat Kitzingen     |
| Düllstadt        | St. Michael            | 49° 48′ 11,4″ N, 10° 15′ 16,3″ O | 1811–1868                   | zuvor Landkapitel Iphofen                               |
| Gerlachshausen   | St. Ägidius            | 49° 48′ 47,5″ N, 10° 13′ 26,8″ O | 1811–1868                   | zuvor Landkapitel Iphofen                               |
| Großlangheim     | St. Jakobus            | 49° 45′ 20,4″ N, 10° 14′ 26,2″ O | 1811–1905                   | zuvor Landkapitel Iphofen, danach Dekanat Kitzingen     |
| Kirchschönbach   | St. Jakobus der Ältere | 49° 48′ 53,1″ N, 10° 23′ 11,6″ O | 1811–1905                   |                                                         |
| Mainsondheim     | Mariä Schmerzen        | 49° 47′ 41,6″ N, 10° 10′ 11,9″ O | 1811–1905                   | zuvor Landkapitel Dettelbach, danach Dekanat Dettelbach |
| Nordheim am Main | St. Laurentius         | 49° 51′ 35,6″ N, 10° 10′ 59″ O   | 1811–1905                   | zuvor Landkapitel Iphofen, danach Dekanat Volkach       |
| Reupelsdorf      | St. Sebastian          | 49° 48′ 47,4″ N, 10° 17′ 27,5″ O | 1811–1905                   | zuvor Landkapitel Iphofen, danach Dekanat Kitzingen     |
| Rödelsee         | St. Bartholomäus       | 49° 43′ 43,1″ N, 10° 14′ 36,8″ O | 1811–1905                   | zuvor Landkapitel Iphofen, danach Dekanat Kitzingen     |
| Schwarzenau      | St. Laurentius         | 49° 48′ 13,7″ N, 10° 12′ 55,5″ O | 1811–1905                   |                                                         |
| Sommerach        | St. Eucharius          | 49° 49′ 45,1″ N, 10° 12′ 14,5″ O | 1811–1905                   | zuvor Landkapitel Iphofen, danach Dekanat Volkach       |
| Stadelschwarzach | St. Bartholomäus       | 49° 50′ 10,3″ N, 10° 19′ 48,7″ O | 1811–1905                   | zuvor Landkapitel Iphofen                               |
| Stadtschwarzach  | Heiligkreuzkirche      | 49° 47′ 54,2″ N, 10° 13′ 54″ O   | 1811–1905                   | zuvor Landkapitel Iphofen, danach Dekanat Kitzingen     |
| Wiesentheid      | St. Mauritius          | 49° 47′ 42,9″ N, 10° 20′ 38,2″ O | 1811–1905                   | zuvor Landkapitel Iphofen, danach Dekanat Kitzingen     |

## Dekane (Auswahl)
- Jokob Bauer, Pfarrer von Schwarzenau[3]